# Lola (filme)
Lola é um filme alemão de 1981 do gênero Drama, dirigido por Rainer Werner Fassbinder. É o terceiro da trilogia do "Milagre Econômico Alemão" ("Trilogia BRD"). Os outros são O casamento de Maria Braun e Die Sehnsucht der Veronika Voss.

## Elenco
- Barbara Sukowa...Lola
- Armin Mueller-Stahl...Von Bohm
- Mario Adorf...Schukert
- Matthias Fuchs...Esslin

## Sinopse
Em 1957–1958 em Coburg, na Alemanha Ocidental, durante a reconstrução do país arrasado pela Guerra, o empresário e empreiteiro de obras local Schukert enriquece através de métodos questionáveis que incluem a corrupção das autoridades municipais. Ele fica sabendo da chegada de um novo secretário municipal de obras, von Bohm, a quem considera um idealista e honesto funcionário.
Von Bohm é alertado por um de seus subordinados, o simpatizante comunista Esslin, dos acordos escusos entre as autoridades e Schukert mas os tolera pois considera que isso faz parte do sistema. E dá andamento a um novo plano de construção civil urbana. Ao mesmo tempo ele se apaixona por Lola, não sabendo tratar-se da mais famosa prostituta da cidade e cujo proxeneta é justamente Schukert, que também desconhece esse relacionamento. Esslin sabe a verdade sobre Lola e acaba revelando a von Bohm que fica desesperado e suspende os planos das novas construções, tentando em seguida denunciar e arruinar Schukert.